# 愛知カンツリー倶楽部
愛知カンツリー倶楽部（あいちカンツリーくらぶ）は、 愛知県名古屋市名東区猪高町に広がるゴルフ場である。

## 概要
昭和20年代、名古屋のゴルフ場は、「名古屋ゴルフ倶楽部・和合コース」が唯一あるだけで、それも米軍に接収され外人専用のゴルフ場として使用されていた。戦後、名古屋の財界では、名古屋市の国際都市を目指そうと考え、ゴルフ場を開場したらとの思いがことの始まりである。
名古屋商工会議所・伊藤次郎左衞門（伊藤祐茲）と愛知県知事・桑原幹根の考えが一致し、ゴルフ場計画の活動が始まった。ゴルフ場建設用地の候補に、愛知郡猪高村と天白村の両村にまたがる牧野ヶ池緑地と東春日井郡旭町の愛知県森林公園の二ヶ所が選定された。最初はそれぞれに、「旭カンツリー倶楽部」と「東山ゴルフ倶楽部」を建設しようと考えていたが、「同時にふたつは無理」とのゴルフ場設計者の井上誠一の意見もあり、井上が用地を視察し牧野ヶ池緑地に「旭カンツリー倶楽部」を建設することが決まった。
1954年（昭和29年）、旭カンツリー倶楽部の名称を、「愛知カンツリー倶楽部」に改称した。建設地の牧野ヶ池緑地が県有地であることから、コースの施工が愛知県土木部で行われた。1954年（昭和29年）10月10日、18ホールの丘陵コースが開場され、「一般社団法人愛知カンツリー倶楽部」によって運営されることとなった。コース完成後、井上誠一は、「地形が理想的で、松林など日本中探しても得難い」「自然地形を生かした」と語った。

## 所在地
〒465-0067：愛知県名古屋市名東区猪高町高針字山ノ中20-1

## コース情報
- 開場日 - 1954年（昭和29年）10月10日
- 設計者 - 井上 誠一
- 面積 - 710,000m2（約21.5万坪）
- コースタイプ - 丘陵コース
- コース - 18ホールズ、パー74、7,163ヤード、コースレート75.1
- グリーン - 1グリーン、ベント（ペンクロス）
- フェアウエイ - コーライ
- ラフ - ノシバ
- ハザード - バンカーの数49、池が絡むホール数6
- プレースタイル - 乗用カート（5人乗り）リモコン式、全組キャディ付き
- 練習場 - 52打席、250ヤード
- 休場日 - 毎週月曜日、12月31日、1月1日[2][3]

## クラブ情報
- ハウス面積 - 3,300m2（1,000坪）
- ハウス設計 - 株式会社日建設計
- ハウス施工 - 大成建設株式会社[2]

## ギャラリー
- コース - [4]
- ハウス - [5]

## 交通アクセス

### 鉄道
- 名古屋市営地下鉄
  - 東山線 星ヶ丘駅より幹星丘1号系統「梅森荘」行きに乗車、「梅森坂」バス停で下車。
  - 東山線 本郷駅・鶴舞線 平針駅より幹本郷1号系統（本郷 - 地下鉄平針）に乗車、「梅森坂」バス停で下車。
  - 東山線星ヶ丘駅よりタクシー利用、約15分。

### 道路
- 東名高速道路 名古屋ICより、約5km[6]。

## メジャー選手権
- 1957年（昭和32年） - 第22回 日本オープンゴルフ選手権競技大会[7]
- 1971年（昭和46年） - 第36回 日本オープンゴルフ選手権競技大会[7]
- 2010年（平成22年） - 第75回 日本オープンゴルフ選手権競技大会[8]

## エピソード
「愛知カンツリー倶楽部」の牧野ヶ池緑地は、昔は尾張藩の徳川家の御狩場だった地で、戦時中は防空緑地だった。
コース設計した井上誠一は、自然の地形を生かした設計を行った、14番ホール、パー5、通称「アパッチ砦」。第１打を右の小高い砦風の丘越えに打つか、または、左のフェアウェイに打つか選択するホールである。
牧野ヶ池緑地は県有地で、都市公園法、社団法人ということから、愛知県議会では「宅地に開放せよ」「県営パブリーツクにせよ」といった意見や抗議が絶えなかった。
1971年（昭和46年）、日本オープンゴルフ選手権競技以来、30年以上大競技が開催されなかったのも、社会党県知事の頃、「県有地でプロゴルフとは何事か」と抗議されたからといわれている。

## 関連文献
- 『全国ゴルフ・コース案内 関西篇』、「愛知カンツリー倶楽部」、水谷準著、東京 ベースボール・マガジン社、1963年、2020年8月8日閲覧
- 『中部財界』、34（12）（600） 、「名門ゴルフ場探訪（終）〈愛知カンツリー倶楽部」、名古屋 中部財界社、1991年12月、2020年8月8日閲覧
- 『月刊ゴルフマネジメント』、12月18（158）、「愛知カンツリー倶楽部」、東京 一季出版、1997年12月、2020年8月8日閲覧
- 『ゴルフ場ガイド 西版』2006-2007、「愛知カンツリー倶楽部（愛知県）」、東京 ゴルフダイジェスト社、2006年5月、2020年8月8日閲覧
- 『美しい日本のゴルフコース BEAUTIFUL GOLF CULTURE IN JAPAN 日本のゴルフ110年記念 ゴルフは日本の新しい伝統文化である』、「ゴルフダイジェスト社「美しい日本のゴルフコース」編纂委員会」、愛知カンツリー倶楽部編、東京 ゴルフダイジェスト社、2013年12月、2020年8月8日閲覧
- 『金曜日』、金曜日編、「裁判沙汰でゆれる名門 愛知カンツリー倶楽部 理事らの私物化疑惑 理事長の不透明契約などで社員総会は大荒れ」、成田俊一著、2014年10月10日、2020年8月8日閲覧